# Ian Wilson (football, 1958)
Pour les articles homonymes, voir Ian Wilson et Wilson.
Ian Wilson (né le 27 mars 1958 à Aberdeen, Aberdeenshire, Écosse) est un joueur de football international écossais, qui évoluait au poste de milieu de terrain.

## Carrière en club
La carrière de Ian Wilson a été marquée par son passage à Leicester City, où il débuta et resta 8 années, portant le brassard de capitaine. Il connut aussi deux saisons à Everton où il avait été engagé lors d'un transfert d'un montant de 300.000 £ et une saison en Turquie avec l'un des clubs phares, le Beşiktaş.

## Carrière d'entraîneur
Après sa retraite de joueur, Ian Wilson se reconvertit comme entraîneur, notamment à Peterhead qu'il quitta pour deux intermèdes comme entraîneur adjoint à l'étranger, tout d'abord au Japon avec Nagoya Grampus, puis en Turquie au Beşiktaş, club qu'il avait déjà connu comme joueur. Les deux fois, il fut adjoint du même entraîneur, Gordon Milne, qui avait été son entraîneur durant sa période faste à Leicester City.

## Carrière internationale
Brian Kerr connut cinq sélections avec l'Écosse, toutes pendant que Andy Roxburgh était sélectionneur.

### Détail des sélections
| Sélection | Date             | Lieu                                                | Compétition                  | Résultat | Adversaire | Titulaire/Remplaçant | Maillot n° |
| --------- | ---------------- | --------------------------------------------------- | ---------------------------- | -------- | ---------- | -------------------- | ---------- |
| 1re       | 23 mai 1987      | Hampden Park, Glasgow, Écosse                       | Coupe Stanley-Rous           | N 0-0    | Angleterre | Titulaire            | 11         |
| 2e        | 26 mai 1987      | Hampden Park, Glasgow, Écosse                       | Coupe Stanley-Rous           | D 0-2    | Brésil     | Titulaire            | 10         |
| 3e        | 14 octobre 1987  | Hampden Park, Glasgow, Écosse                       | Éliminatoires de l'Euro 1988 | V 2-0    | Belgique   | Titulaire            | 11         |
| 4e        | 11 novembre 1987 | Stade national Vassil Levski, Sofia, Bulgarie       | Éliminatoires de l'Euro 1988 | V 1-0    | Bulgarie   | Titulaire            | 11         |
| 5e        | 2 décembre 1987  | Stade de la Frontière, Esch-sur-Alzette, Luxembourg | Éliminatoires de l'Euro 1988 | N 0-0    | Luxembourg | Titulaire            | 10         |